# Gemeinschaftsanschluss

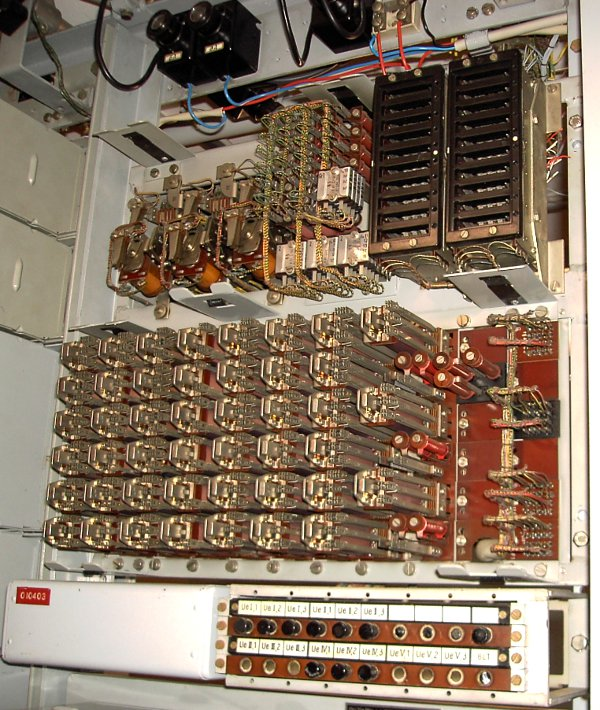
Wählsternübertragung 53 in einer Vermittlungsstelle

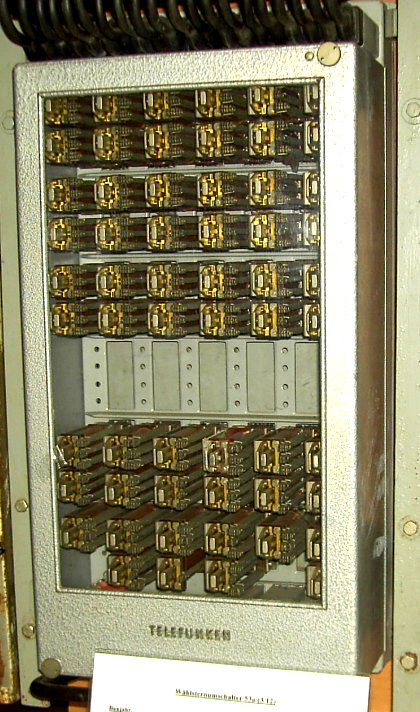
Wählsternschalter 53a in der Nähe der Teilnehmer

Im öffentlichen  Fernsprechnetz bezeichnet der Gemeinschaftsanschluss eine Technik, mit der mehrere Fernsprechanschlüsse über dieselbe Doppelader mit der Ortsvermittlungsstelle verbunden werden. In der Regel handelte es sich um einen Zweieranschluss, in weiter entwickelten Formen auch um Wählsternanschlüsse. Es gab auch Realisierungen zur Konzentration von bis zu zehn Fernsprechanschlüssen. Gemeinschaftsanschlüsse kamen überall dort zum Einsatz, wo das Netz oder ein Teilnetz im Anschlussbereich nicht die erforderliche Kapazität aufwies. Es wurden nur Fernsprechanschlüsse in räumlicher Nähe zueinander und mit niedrigem Angebot sowie niedrigem Gesprächsaufkommen zusammengelegt, so dass die Blockierungen im vertretbaren Rahmen blieben. Die angeschlossenen Sprechstellen hatten eigene Rufnummern und waren unmittelbar erreichbar. Sie konnten mit neuerer Anschlusstechnik auch Gebührenzähler betreiben.
Ob die zu einer Gruppe zusammengefassten Anschlüsse gleichzeitig telefonieren und miteinander Verbindungen herstellen konnten, hing von der Art der Anschlusstechnik ab. Bei Zweieranschlüssen mit elektromechanischer Anschaltung konnten die Teilnehmer nur abwechselnd telefonieren und einander nicht erreichen. Bei Zweieranschlüssen in früherer Trägerfrequenztechnik (zur Weiterentwicklung siehe auch unten), wie sie hauptsächlich in Wien gebräuchlich waren, konnten beide Anschlüsse unabhängig voneinander auch gleichzeitig genutzt werden und sich auch gegenseitig erreichen. Bei Wählsternanschlüssen, bei denen sich in Deutschland bis zu 120 Teilnehmer bis zu 18 Leitungen zur Vermittlungsstelle teilten, und deren Wählsternschalter anfangs mit Drehwählern, später elektronisch arbeiteten, konnten so viele Teilnehmer gleichzeitig telefonieren, wie Leitungen vom Wählsternschalter zur Wählsternübertragung in der Vermittlungsstelle vorhanden waren.
Die Identifizierung des Fernsprechanschlusses erfolgte in den Gemeinschaftsumschaltern oder Wählsternschaltern anfangs mithilfe elektrischer Impulse, in den elektronischen Ausführungen durch Datagrammaustausch zwischen Wählsternschalter und Wählsternübertragung.
Im öffentlichen Nachrichtennetz in Deutschland werden Gemeinschaftsanschlüsse nicht mehr verwendet. Bei der Deutschen Post der DDR war eine technische Variante im Einsatz, der sog. Zeitgemeinschaftsanschluss. In Österreich wurden sogenannte „Vierteltelefone“ bis zum Ausbau der Telekommunikationsnetze Anfang der 1980er bei circa 40 % der Telefonanschlüsse von jeweils bis zu vier Teilnehmern benutzt.
Es gibt eine Variante, die noch heute eingesetzt wird. Dabei sind Telefonate über beide Anschlüsse gleichzeitig möglich. Dafür wird ein PCM2TA3 verwendet.